# 641
641 (DCXLI) fue un año común comenzado en lunes del calendario juliano, en vigor en aquella fecha.

## Acontecimientos
- Se funda la ciudad de Fustat, posteriormente El Cairo, Egipto.

## Fallecimientos
- 11 de febrero:Heraclio, emperador bizantino.
- 18 de julio: Arnulfo de Metz, Mayordomo de palacio de los Merovingios.